# NGC 5164
NGC 5164 is een balkspiraalstelsel in het sterrenbeeld Grote Beer. Het hemelobject werd op 14 april 1789 ontdekt door de Duits-Britse astronoom William Herschel.

## Mizar en Alcor
Het sterrenstelsel NGC 5164 bevindt zich, vanaf de aarde gezien, een halve graad ten noordoosten van de zeer gemakkelijk waarneembare dubbelster zeta Ursae Majoris (Mizar) en de iets zwakkere begeleider g Ursae Majoris (Alcor). Amateurastronomen kunnen dit meervoudig stersysteem aanwenden als gidsobject om NGC 5164 op te sporen.

## Synoniemen
- UGC 8458
- MCG 9-22-63
- MK 257
- ZWG 271.41
- KCPG 376
- PGC 47124